# Crozon-sur-Vauvre
Crozon-sur-Vauvre – miejscowość i gmina we Francji, w Regionie Centralnym, w departamencie Indre.
Według danych na rok 1990 gminę zamieszkiwało 450 osób, a gęstość zaludnienia wynosiła 16 osób/km² (wśród 1842 gmin Regionu Centralnego Crozon-sur-Vauvre plasuje się na 718. miejscu pod względem liczby ludności, natomiast pod względem powierzchni na miejscu 388.).